# Triple test
Triple test (z angličtiny, někdy překládáno trojitý test) je vyšetření krevního séra na hodnoty choriogonadotropinu, estriolu a alfa-fetoproteinu. Provádí se v těhotenství, v druhém trimestru, a slouží k detekci rizik genetických poruch a poruch vývoje nervové trubice. Testem lze například odhalit riziko Downova nebo Edwardsova syndromu.
Detekuje poruchy s úspěšností 70 % a naopak 5 % zdravých případů rozpozná jako porušené. Budoucím matkám, u kterých triple test ukáže zvýšené riziko vad plodu, je obvykle doporučeno nějaké další zpřesňující vyšetření, například amniocentéza.